# 浜田空襲

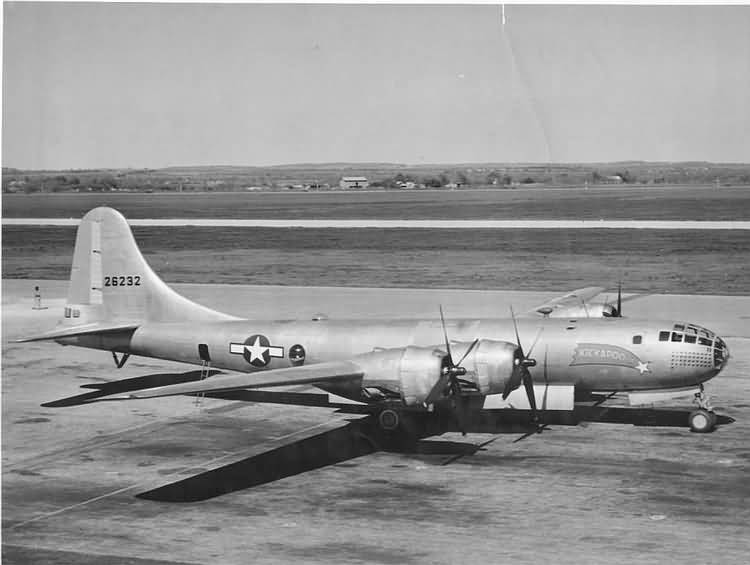
日本への空襲を行ったB29爆撃機

浜田空襲（はまだくうしゅう）は、アメリカ軍によって太平洋戦争末期の1945年（昭和20年）7月28日に行われた島根県の浜田市と八束郡玉湯村（現在の松江市の一部）に対して行われた無差別爆撃。

## 概要
- 浜田市内の家屋3戸が全焼した。
- 玉湯村湯町でロケット弾の直撃を受けた24人が死亡し、30余人が重軽傷を負った。また列車も機銃掃射を受け14人が死亡、14人が重軽傷を負ったという。（玉湯空襲）

## その他
- 同じ山陰地方の鳥取県内では同日、米子空襲があり大山口列車空襲も発生した。

## 参考資料
- 「戦略爆撃調査団資料」アメリカ公文書館
- 「島根新聞」1945年（昭和20年）7月30日付
- 市制施行地別空襲被害調査表 - ウェイバックマシン（2003年10月1日アーカイブ分）